# قرحة تناسلية
القرحة التناسلية هي قرحةٌ تقع في المنطقة التناسلية وعادةً ما يكون سببها مرض منقول جنسيا مثل الهربس التناسلي أو الزُهري أو القريح. من بين العلامات الأخرى التي تشير إلى الإصابة بالقرح التناسلية ظهور العقد اللمفاوية المتضخمة في منطقة الأربية أو الآفات الحويصلية وهي عبارة عن تقرحات أو بثور صغيرة ناتئة. يمكن تصنيف المتلازمة على مستوى أبعد إلى التقرح القضيبي والتقرح الفرجي للذكور والإناث على التوالي.
لا تعد القرح التناسلية علامات أكيدة على الإصابة بمرض منقول جنسيًا. فقد يُصاب بها المرضى الذين يعانون من متلازمة بهجت والذئبة وبعض أشكال التهاب المفاصل الروماتويدي (جميع الأمراض غير السارية). كما أنَّ السل التناسلي عادةً ما يحدث بالاتصال التناسلي المُباشر مع مخاطٍ مُتأثر بالمرض، وقد يظهر على شكل قرحةٍ تناسلية.